# Invazija tjelokradica (1956.)
Invazija tjelokradica, američki znanstveno-fantastični film iz 1956. godine.

## Uloge
- Kevin McCarthy kao Miles Bennell
- Dana Wynter kao Becky Driscoll
- Larry Gates kao Dan Kauffman
- King Donovan kao Jack Belicec
- Carolyn Jones kao Theodora "Teddy" Belicec
- Virginia Christine kao Wilma Lentz
- Jean Willes kao Sally Withers
- Whit Bissell (nije naveden na špici, ni na naslovnici ni na odjavnici) kao Dr. Hills
- Richard Deacon (nije naveden na špici, ni na naslovnici ni na odjavnici) kao liječnik u hitnoj službi

## Nagrade
- Nacionalni odbor za očuvanje filma (National Film Preservation Board) 1994. ga je godine uvrstio u Nacionalni filmski registar, američke izabrane filmove za konzervaciju u Kongresnoj knjižnici[2][3]